# 22152 Robbennett
22152 Robbennett (2000 WG57) là một tiểu hành tinh vành đai chính được phát hiện ngày 21 tháng 11 năm 2000 bởi nhóm nghiên cứu tiểu hành tinh gần Trái Đất phòng thí nghiệm Lincoln ở Socorro.